# Wenfeng
Wenfeng (en chino, 文峰; pinyin, Wénfēng (escuchar)ⓘ) es un distrito urbano bajo la administración directa de la Prefectura  Anyang  en la Provincia de Henan, República Popular China.  Su área es de 114 km² y su población total para 2011 superó los 450 mil  habitantes. 

## Administración
Desde diciembre de 2018, el  Distrito Wenfeng   se divide en 14 pueblos  administrados  en 12 subdistritos,   1 poblado y 1 villa.

## Toponimia
El topónimo Wenfeng [/uén-fəng/] se compone de los sinogramas Wen (cultura) y Feng (cima), toma su nombre directamente del Pagoda Wenfeng (文峰塔), una torre antigua ubicada dentro de su territorio.
Debido a que el pagoda se construyó a inmediaciones el Templo Tianning, se le llamó Pagoda del Templo Tianning (天宁寺塔) y al estar al noreste del templo confuciano Wenmiao (文庙 lit: templo de la cultura) se le conocía como "la cima del Wen «cultura»" (Wenfeng), de ahí su nombre.

## Historia
El 1 de agosto de 1949, el área urbana de Anyang fue dividida en cuatro distritos con forma de "田". Los distritos 2 y 3 fueron los predecesores del distrito Wenfeng.
El 25 de junio de 1962, se estableció el distrito Wenfeng, que gobernaba la ciudad antigua y la zona urbana oriental.